# Байор, Гизи

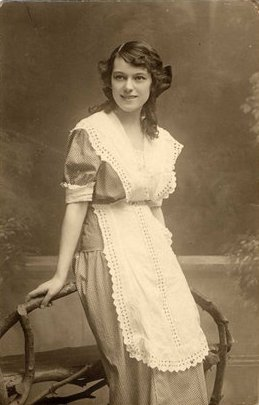
Аннушка — Гизи Байор

Гизи Байор (венг. Bajor Gizi, урождённая Гизелла Бейер, Beyer Gizella; 18 мая 1893, Будапешт — 12 февраля 1951, Будапешт) — венгерская актриса.

## Биография
Байор, Гизи (19. 05. 1893, Будапешт, — 12.02.1951, там же) — венгерская актриса. Окончила Театральную Академию в Будапеште в 1914. В том же году дебютировала на сцене Национального театра (эпизодич. роль в комедии венг. классика Эде Сиглигети «Засилье женщин»). Актриса большой сценической выразительности, творческой фантазии, владевшая даром перевоплощения, Б. с большим успехом играла в пьесах венгерских авторов: Марта («Бабушка» Чики), Аннушка (о. п. Гардоньи), Эржебет («Кормилица» Броди), Ангел («Белые облака» Мольнара) и др. Во время революции 1919 выступала перед народным зрителем. С установлением в Венгрии фашистского режима Б. отходит от современного репертуара и обращается к классике. Лучшие из созданных ею в этот период сценических образов — героини Шекспира: Селия («Как вам это понравится»), Титания и Пук («Сон в летнюю ночь»), Катарина («Укрощение строптивой»), Миранда («Буря»), Джульетта. Среди других ролей: Керубино (Женитьба Фигаро), Гильда («Строитель Сольнес» Ибсена), Нора. Новый подъём в творчестве Б. наступает после 1945 когда она сыграла Клеопатру («Антоний и Клеопатра» Шекспира), Диану («Собака на сене» Лопе де Вега), Зилию («Немой витязь» Хельтаи). Последние значительные творч. работы Б.: Анна Каренина (в одноим. инсц. по Л. Толстому, 1949) и леди Мильфорд («Коварство и любовь», 1950).

## Наследие
Гизи Байор считается одной из самых влиятельных венгерских актрис 20-го века. Она была помещена в Зал славы Национального театра в 1925 году, и она была одной из первых, кто получил престижную премию Кошута в 1948 году.